# Léon Baylet
Pour les articles homonymes, voir Baylet.
Léon Baylet est un homme politique français né le 14 octobre 1867 à Lespignan (Hérault) et décédé le 14 octobre 1942 à Béziers (Hérault).

## Biographie
Professeur au lycée de Nîmes, militant socialiste en 1905, il est conseiller municipal de Nîmes en 1908. Muté à Bordeaux, il y est conseiller municipal de 1912 à 1919. En poste à Marseille, il est adjoint au maire de 1925 à 1929. Une fois en retraite, il s'installe à Béziers et devient député SFIO de l'Hérault de 1932 à 1936.

### Sources
- « Léon Baylet », dans le Dictionnaire des parlementaires français (1889-1940), sous la direction de Jean Jolly, PUF, 1960 [détail de l’édition]